# Stary Zeliborz
Stary Żelibórz [ˈEstrellaɨ ʐɛˈlibuʂ] (anteriormente alemán Sellberg) es un pueblo ubicado en el distrito administrativo de Gmina Polanów, dentro del Condado de Koszalin, Voivodato de Pomerania Occidental, en el norte de Polonia occidental. Se encuentra aproximadamente a 7 kilómetros al sureste de Polanów, a 42 kilómetros al este de Koszalin, y a 163 kilómetros al noreste de la capital regional Szczecin.
Antes de 1945, el área era parte de Alemania. Para la historia de la región, véase Historia de Pomerania.